# Elecciones al Senado de Argentina de 1860
Las Elecciones al Senado de la Confederación Argentina de 1860 fueron realizadas a lo largo del mencionado año por las Legislaturas de las respectivas provincias para renovar 9 de las 26 bancas del Senado. La provincia de Buenos Aires no eligió senadores por no ser parte de la Confederación. Dada la derrota de la Confederación en la batalla de Pavón, el congreso fue disuelto el 12 de diciembre de 1861.

## Cargos a elegir
| Provincia           | Senado    | Senado    |
| Provincia           | Senadores | A renovar |
| ------------------- | --------- | --------- |
| Catamarca           | 2         | —         |
| Córdoba             | 2         | —         |
| Corrientes          | 2         | 2         |
| Entre Ríos          | 2         | —         |
| Jujuy               | 2         | —         |
| La Rioja            | 2         | —         |
| Mendoza             | 2         | 2         |
| Salta               | 2         | —         |
| San Juan            | 2         | 1         |
| San Luis            | 2         | 2         |
| Santa Fe            | 2         | 1         |
| Santiago del Estero | 2         | 1         |
| Tucumán             | 2         | —         |
| Total               | 26        | 9         |

## Resultados por provincia
| Provincia           | Senador electo            |
| ------------------- | ------------------------- |
| Corrientes          | Juan Gregorio Pujol       |
| Corrientes          | Nicolás Calvo             |
| Mendoza             | Juan de Rosas             |
| Mendoza             | Medardo Ortiz             |
| San Juan            | Federico de la Barra      |
| San Luis            | Carlos Juan Rodríguez     |
| San Luis            | Daniel Videla Domínguez   |
| Santa Fe            | Pascual Echagüe           |
| Santiago del Estero | Juan Francisco Borges (h) |

1. ↑  Falleció el 16 de agosto de 1861, no fue reemplazado.

### Senadores suplentes
| Provincia | Senador            | Mandato                                       |
| --------- | ------------------ | --------------------------------------------- |
| Salta     | José Manuel Arias  | 24 de mayo de 1860 - 12 de diciembre de 1861  |
| Santa Fe  | Luciano Torrent    | 27 de junio de 1861 - 12 de diciembre de 1861 |
| Tucumán   | Benjamín Villafañe | 11 de mayo de 1860 - 12 de diciembre de 1861  |